# Armenia
Republica Armenia, sau Armenia (armeană: Հայաստան, Hayastan, Հայք, Hayq), este o țară în Caucazul sudic, între Marea Neagră și Marea Caspică, care se învecinează cu Turcia la vest, Georgia la nord, Azerbaidjan la est și Iran la sud. Armenia este un membru al Consiliului Europei și al Comunității Statelor Independente și care pe parcursul mai multor secole a fost un punct de trecere din occident spre orient. O fostă republică a Uniunii Sovietice, Armenia este un stat unitar, multipartit cu un vechi patrimoniu cultural și istoric. Regatul Armeniei a fost primul stat ce a adoptat creștinismul ca religie, în primii ani ai secolul IV (data tradițională este de 301). Republica modernă Armenia recunoaște misiunea exclusiv istorică a Bisericii Apostolice Armene ca o biserică națională, cu toate că Republica modernă Armenia a separat biserica de stat. Armenia este membră în mai mult de 40 de organizații internaționale, inclusiv în Organizația Națiunilor Unite, Consiliul Europei, Banca Asiatică de Dezvoltare, Comunitatea Statelor Independente, Organizația Mondială a Comerțului, Organizația de Cooperare Economică la Marea Neagră, și a Francofoniei. Este membru al Alianței CSTO militare și participă la Parteneriatul pentru Pace al NATO (PfP). În 2014, forțele sale s-au alăturat KFOR, forțele internaționale ale NATO în Kosovo. De asemenea, este membru observator al Comunității Economice Eurasia și nealiniate Mișcării. Țara este o democrație în curs de dezvoltare. Armenia este clasificată ca o țară cu o dezvoltare umană medie și 10,6% din populație trăiește sub pragul de sărăcie internațional de 1,15 dolari SUA pe zi.

## Originea numelui
Numele original al țării în armeană era Hayq (pluralul pentru "armeni", ad literam), apoi Hayastan, sub influența limbii persane, constând din numele vechi Haya/ Hayas plus sufixul persan '-ostan' (provincie). Conform explicației legendare, Haik ar fi fost strănepotul lui Noe și strămoșul poporului armean. Haiq a fost numită Armenia sau Armina de către statele ei vecine, începând cu Persia Ahemenidă, deoarece acesta era numele celui mai puternic trib din regiune ai cărui membri se numeau Armen între ei. Această denumire a fost posibil derivată de la Armenak sau Aram (strănepotul lui Haik și un alt conducător al poporului său).

## Istorie

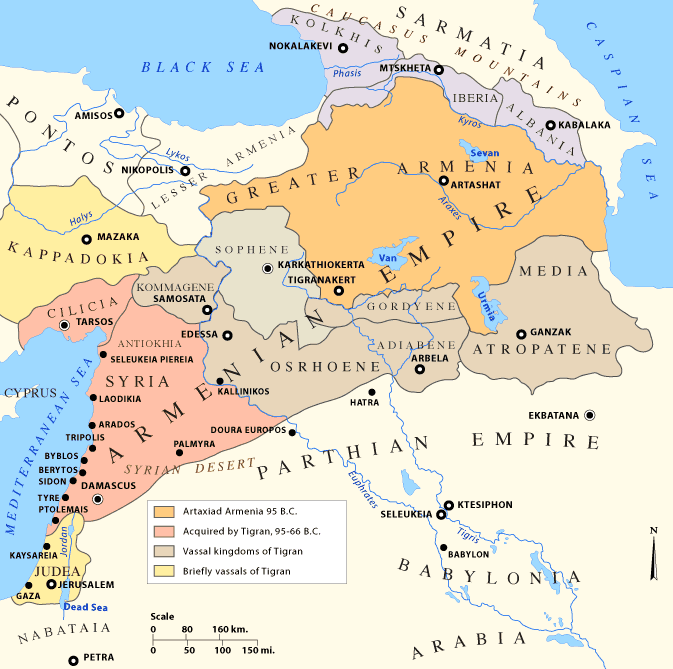
Armenia B.C.95-66

Cilician Armenia

În perioada preistorică, mai multe triburi au locuit pe teritoriul Armeniei moderne.
La jumătatea secolului I î.e.n. Armenia a devenit pentru o scurtă durată un imperiu regional cu o cultură bogată, de orientare elenistică și care se întindea de la Marea Neagră la Marea Caspică și de la Caucazul Mare la Marea Mediterană. Se întâmpla în timpul domniei lui Tigranes cel Mare ce se intitula "rege al regilor" profitând de o slăbire temporară a Regatului Parților pe care îl înfrânge. Este la rândul său înfrânt de Roma, al cărei rege clientelar va deveni, împreună cu urmașii săi Artașizi.
Situația geografică strategică a Armeniei la răscruce de drumuri comerciale și continente a îndemnat la invazia teritoriului său de către diferite imperii: Asiria, perși, Macedonia, romani, iar mai târziu  de către arabi, turci și mongoli.
În anul 301 d.Hr., Armenia a devenit primul stat care a adoptat creștinismul ca religia sa de stat, cu doisprezece ani înainte de acordarea toleranței creștinilor Imperiului Roman de către Galerius, și 30-40 de ani înainte de botezul lui Constantin.  Pe teritoriul Armeniei existau diverse comunități păgâne până la sosirea creștinismului, însă ei au acceptat creștinismul după un flux de misionari.
După ce Armenia a fost ocupată de către mai multe dinastii străine (iraniene, romane, arabe, mongole, etc), Armenia a fost grav slăbită. În secolul al 16-lea, Imperiul Otoman și Persia Safavidă  și-au împărțit teritoriul Armeniei. Luptele dintre acești beligeranți au dus și la scăderea numerică a populației băștinașe armene al cărei loc a fost treptat luat de diverse populații de religie islamică.
În 1813 și 1828, Armenia modernă (care consta  din regiunile Erivan și Karabakh din Persia) a fost temporar încorporată în Imperiul Rus. După scurta sa existență ca o republică independentă după Revoluția rusă, Armenia a fost anexată de către URSS. Între 1922 și 1936 ea a existat ca Republica Sovietică Socialistă Federală Transcaucaziană (împreună cu Georgia și Azerbaidjan), și din 1936 până în 1991 ca RSS Armeană.
În ultimii ani ai Imperiului Otoman (1915-1922), un număr mare de armeni din Anatolia au murit în Genocidul armean. Mulți au fost forțați să își părăsească casele și să pornească într-un "marș al morții" prin deșerturile Siriei fără hrană, fiind escortați de soldați turci care au "închis ochii" la atacul diverselor triburi muntene din regiune. Alții au fost omorâți în propriile case sau înecați în Eufrat și Marea Neagră. Guvernul turc refuză și astăzi să recunoască clasificarea acelor masacre drept genocid cu toate că însuși termenul de genocid a fost introdus de polonezul de origine ebraică Raphael Lemkin plecând de la masacrele comise împotriva Asirienilor și Armenilor în prima jumătate a secolului XX. Autoritățile turce continuă negarea deceselor și investesc milioane de dolari anual pentru a susține această istorie alternativă, declarând că decesele au fost provocate de războiul civil împreună cu bolile și foametea, ambele părți suferind pierderi de vieți. Numărul de armeni omorâți este estimat la circa 1 500 000, iar aceste evenimente sunt comemorate anual pe 24 aprilie. Armenii împreună cu multe alte țări cer recunoașterea oficială a evenimentelor drept genocid, dar există de asemenea numeroase țări aflate sub presiunea directă a Turciei pentru a nu caracteriza masacrul armean ca genocid.
Unul dintre motivele pentru care guvernul turc refuză să recunoască acest așa zis genocid, este că termenul de genocid a fost creat în anul 1944 iar ONU a votat rezoluția privind Genocidul în 1946. Așa cum nu se poate vorbi de genocid când vine vorba de exterminarea poporului armean deoarece s-a petrecut cu mult înainte de votarea rezoluției ONU (iar legile nu se pot aplica retroactiv), sau nu se poate vorbi de genocid când vorbim de crimele comise de Franța în Africa, sau de Marea Britanie în India, și exemplele pot să continue, nici Turcia nu poate să fie acuzată pentru o faptă care s-ar fi petrecut în trecut. 
Armenia a fost antrenată într-un conflict prelungit cu Azerbaidjanul pentru regiunea Nagorno-Karabah, o regiune cu populație majoritar armeană și aparținând teritoriului Armeniei Mari pe care Stalin a transformat-o într-o enclavă și a anexat-o Azerbaidjanului sovietic în speranța că va obține sprijinul Turciei Kemaliste și al populației islamice în construirea socialismului în lume. Conflictul militar dintre Armenia și Azerbaidjan a început în 1988, iar luptele au luat amploare după ce ambele țări și-au declarat independența de Uniunea Sovietică în 1991. Până în mai 1994, când a intrat în vigoare un armistițiu, forțele armene au ocupat nu doar Nagorno-Karabah, ci și o centură de securitate formată din teritoriile înconjurătoare ale Azerbaidjanului propriu-zis. Economiile ambelor țări au avut de suferit în absența unei soluții pașnice.

### Evenimente recente
Pe 19 februarie 2008 au avut loc alegeri prezidențiale.
O serie de evenimente au tulburat această perioadă. Numeroase și ample proteste în masă, organizate de suporterii fostului președinte Levon Ter-Petrossian (16 octombrie 1991 - 3 februarie 1998) au militat împotriva unor presupuse fraude electorale. Procesele continuă mai multe zile la rând, soldându-se cu intervenția forțelor de ordine.
Pe 2 martie 2008, președintele actual, Robert Kocharyan, declară stare de necesitate. Manifestanții sunt alungați cu forța.
Pe 4 martie Ter-Petrossian a fost arestat.

## Politica

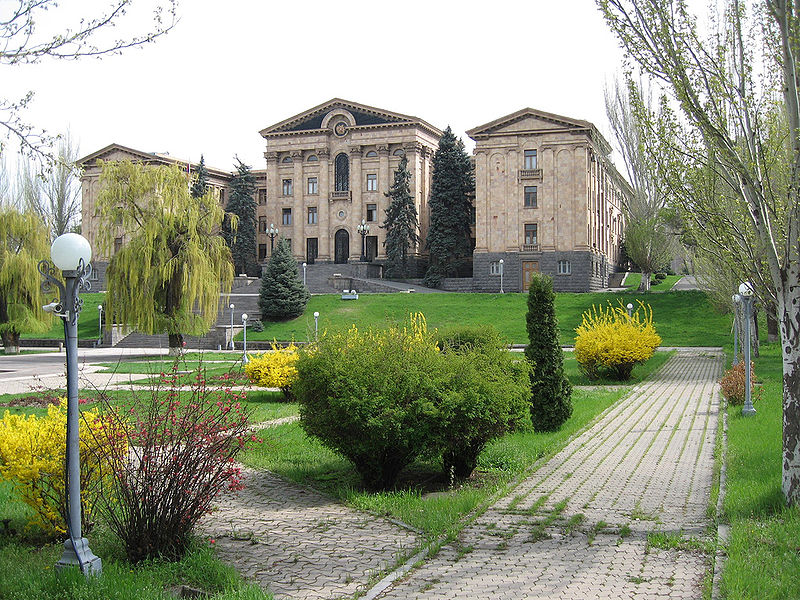
Clădirea de la Erevan

Politica Armeniei are loc în cadrul unei republici democratice reprezentative semi-prezidențiale. Potrivit Constituției Armeniei⁠(d), președintele⁠(d) este șeful statului, prim-ministrul⁠(d) este șeful guvernului, iar sistemul este multi-partid. Puterea executivă este exercitată de președinte și de guvern. Puterea legislativă este învestită atât guvernului, cât și Parlamentului.
Parlamentul unicameral (numit și Azgayin Zhoghov sau Adunarea Națională⁠(d)) este controlat de o coaliție formată din patru partide politice: conservatorul Partid Republican⁠(d), Armenia Prosperă⁠(d), Regula Legii⁠(d) și Federația Revoluționară Armeană. Principalul partid de opoziție este Moștenirea⁠(d), condus de Raffi Hovannisian⁠(d), care susține aderarea Armeniei la Uniunea Europeană și NATO.
Obiectivul declarat al guvernului armean este dezvoltarea unei democrației reprezentative de tip occidental ca bază a formei sale de guvernare. Parlamentul este ales prin vot universal la care au acces toți cetățenii care au minim optsprezece ani.
Observatorii internațional de la Consiliul Europei și Departamentul de Stat al SUA au pus la îndoială corectitudinea desfășurării alegerilor parlamentare și prezidențiale din Armenia și a referendumului constituțional din 1995, menționând deficiențe legate de votare, lipsa de cooperare a Comisiei Electorale și slaba securitate a listelor electorale și a secțiilor de votare. Freedom House a categorisit Armenia în raportul din 2008 drept „regim autoritar semi-consolidat” (alături de de Republica Moldova, Kosovo, Kârgâzstan și Rusia) și a clasat Armenia pe locul în rândul a 29 națiuni aflate în stare de tranziție, cu un scor al democrației de 5.21 din 7 (7 reprezentând cel mai slab progres democratic). Freedom House a clasat Armenia drept parțial liberă⁠(d) într-un raport din 2007, deși n-a categorisit Armenia drept „democrație electorală”, indicând lipsa unor alegeri relativ libere și competitive. În orice caz, un progres semnificativ pare să fi avut loc la alegerile prezidențiale din 2008, ce au fost apreciate drept în mare măsură democratice de OSCE și observatorii occidentali.

### Relații externe

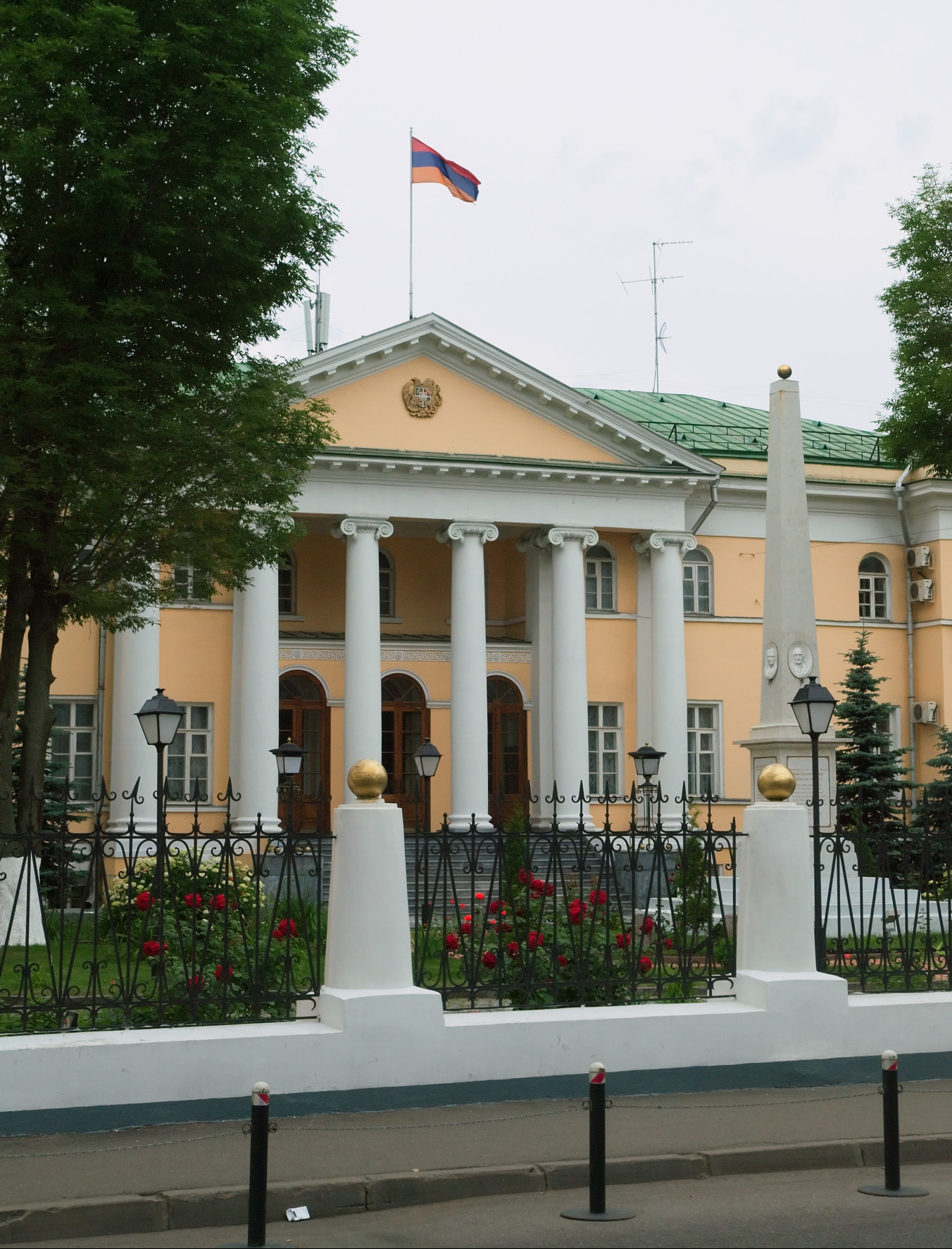
Ambasada Armeniei la Moscova

În prezent, Armenia păstrează relații pozitive cu aproape fiecare țară din lume, două excepții importante fiind vecinii săi, Turcia și Azerbaidjan. Au avut loc tensiuni mari între armeni și azerbaidjani în ultimii ani ai Uniunii Sovietce. Războiul din Nagorno-Karabah a dominat politica regiunii de-a lungul anilor 1990. Până în zilele noastre, hotarele Armeniei cu Turcia și Azerbaidjan sunt sub blocadă severă. În plus, o soluție permanentă pentru conflictul din Nagorno-Karabah n-a fost găsită, în ciuda medierii unor organizații precum OSCE.
Armenia este membru a peste 40 de organizații internaționale, inclusiv Națiunile Unite, Consiliul Europei, Banca Asiatică de Dezvoltare⁠(d), Comunitatea Statelor Independente, Organizația Mondială a Comerțului, Organizația de Cooperare Economică la Marea Neagră și La Francophonie. Este membru al alianței militare CSTO și participă de asemenea la programul Parteneriatul pentru Pace al NATO.
Turcia are de asemenea o istorie de relații reci cu Armenia din cauza refuzului de a recunoaște Genocidul Armean, cu toate că Turcia a fost una dintre primele țări care au recunoscut Republica Armenia (a treia republică), după ce a devenit independentă de URSS în 1991. În ciuda acestui fapt, în cea mai mare parte a secolului 20 și la începutul secolului 21, relații rămân tensionate și nu există relații diplomatice oficiale între cele două țări din cauza refuzului Turciei de a le stabili din diferite motive. În timpul războiului din Nagorno-Karabah, Turcia, a închis în mod ilegal hotarul cu Armenia în 1993, motivul invocat fiind acest război. Blocada n-a fost ridicată, în ciuda presiunilor unor grupuri de afaceri care aveau interes în piața armeană.
Pe 10 octombrie 2009, Armenia și Turcia au semnat protocoale de normalizare a relațiilor, prin care s-a fixat un orar de restaurare a legăturilor diplomatice și de redeschidere a hotarului comun. Ratificarea acestora trebuia făcută în parlamentele naționale. În Armenia, au trecut de aprobarea Curții Constituționale și au fost trimise parlamentului pentru ratificare finală. Președintele a făcut mai multe declarații, atât în Armenia cât și în străinătate. În calitate de lider al majorității politice a Armeniei, asigură ratificarea protocoalelor dacă Turcia le ratifică de asemenea. Cu toate acestea, procesul s-a oprit, Turcia continuând să adauge mai multe multe precondiții pentru ratificare și a amânat-o pentru o perioadă nedeterminată.
Din cauza poziției între doi vecini neprietenoși, Armenia are legături de securitate cu Rusia. În urma cererii guvernului Armeniei, Rusia menține o  bază militară⁠(d) în orașul Ghiumri, aflat în Armenia de Nord-Vest, ca mijloc de intimidare a Turciei. Cu toate acestea, Armenia a privit spre structurile euroatlantice în perioada recentă.  Păstrează relații bune cu Statele Unite în special prin diaspora armenească. Potrivit Biroului de Recensăminte din SUA, 427,822 de armeni locuiesc în țară.
Din cauza blocadelor ilicite de la hotar, instituite de Azerbaidjan și Turcia, Armenia continuă să păstreze relații solide cu vecinul sudic, Iranul, în special în domeniul economic. Sunt dezvoltate proiecte economice precum un gazoduct care să lege Iranul și Armenia.

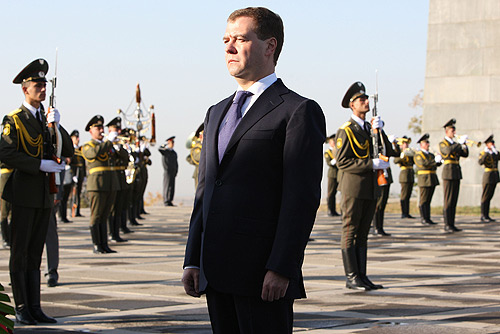
Președintele rus Dmitri Medvedev la de la Erevan

Armenia este de asemenea membru al Consiliului Europei și menține relații de prietenie cu Uniunea Europeană, mai ales cu statele ei membre precum Franța sau Grecia. Potrivit unui studiu din 2005, 64% din populația Armeniei ar fi în favoarea aderării la UE. Niște oficiali armeni de asemenea și-au exprimat dorința ca țara lor să devină membru UE, unii prezicând că vor face o proclamație oficială pentru aderare în câțiva ani. În 2004, forțele Armeniei s-au alăturat KFOR, forță internațională condusă de NATO aflată în Kosovo. Este de asemenea membru observator al Comunității Economice Eurasiatice⁠(d) și al Mișcării de Nealiniere.
Fostă republică a Uniunii Sovietice, Armenia este o democrație în curs de dezvoltare⁠(d) și începând cu 2011, negociază cu Uniunea Europeană pentru a deveni partener asociat. În sens legal, are dreptul să se considere membru în devenire, dar la nivel oficial, la Bruxelles nu există vreun plan de aderare a Armeniei la UE. Guvernul Armeniei, în orice caz,s-a alăturat Uniunii Vamale dintre Belarus, Kazahstan și Rusia și Uniunii Economice Eurasiatice.
Armenia este inclusă în Politica Europeană de Vecinătate (ENP), proiect al UE ce are scopul de a construi relații apropiate între UE și vecinii săi. Acordul de Parteneriat Comprehensiv și Îmbunătățit UE-Armenia (CEPA) a fost semnat pe 24 noiembrie 2017. Unul dintre scopurile sale este dezvoltarea climatului de investiții.

### Drepturile omului
Drepturile omului tind să fie într-o situație mai bună în Armenia decât multe alte republici post-sovietice și s-au ridicat mai aproape de standarde acceptabile, mai ales la nivel economic. În continuare, există anumite probleme semnificative. În general, țara este clasificată drept „parțial liberă” de Freedom House, care i-a acordat scorul de 45 în 2018.

### Armata

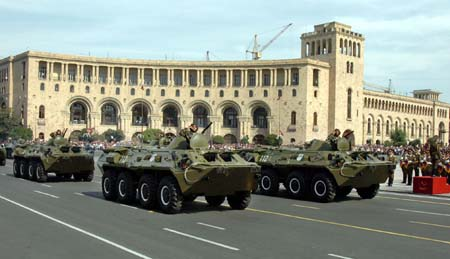
Personalul BTR-80 al armatei armene

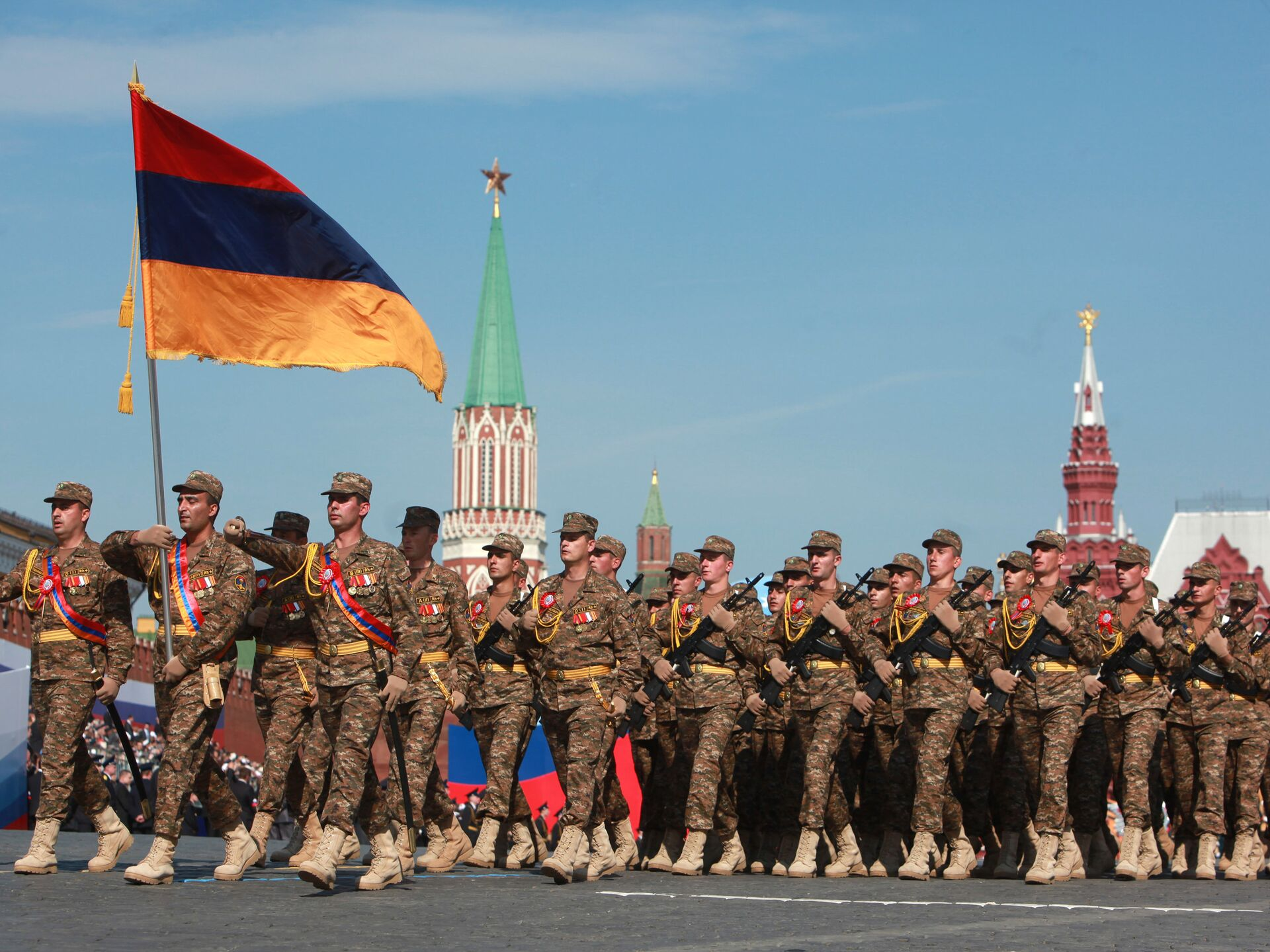
Soldați armeni la parada de Ziua Victoriei de la Moscova

Armata Armeană, Forța Aeriană, Apărarea Aeriană și Garda de Hotar sunt cele patru ramurile al Forțelor Armate ale Republicii Armenia. Armata Armeniei s-a format după căderea Uniunii Sovietice din 1991, Ministerul Apărării fiind înființat în 1992. Comandatul suprem⁠(d) al forțelor armate este președintele Armeniei⁠(d), Armen Sarkissian. Ministerul Apărării are funcția de autoritate politică, capul său fiind în prezent David Tonoyan⁠(d), în timp ce comanda militară rămâne în mâinile statului major⁠(d), condus de șeful statului major, care este în prezent Artak Davtyan.
Forțele active au în prezent un număr de 81,000 de soldați, cu o rezervă suplimentară de 32,000 de trupe. Gărzile hotarului armean au sarcina de patrulare a hotarelor cu Georgia și Azerbaidjan, în timp ce trupele ruse continuă să monitorizeze hotarele cu Iran și Turcia. În cazul unui atac, Armenia poate mobiliza toți bărbații capabili din punct de vedere fizic ce au între 15 și 59 de ani, care au pregătire militară.
Tratatul cu privire la Forțele Armate Convenționale în Europa, care stabilește limite cuprinzătoare unor categorii cheie de echipament militar, a fost ratificat pe parlamentul armean în iulie 1992. În martie 1993, Armenia a semnat Convenția pentru Arme Chimice, care cere eventuala eliminare a armelor chimice. Armenia a aderat la Tratatul de Neproliferare Nucleară (NPT), ca stat fără arme nucleare în iulie 1993.
Armenia este membru al Organizației Tratatului de Securitate Colectivă (CSTO), alături de Belarus, Kazahstan, Kârgâzstan, Rusia, Tadjikistan și Uzbekistan. Participă la programul Parteneriatul pentru Pace (PiP) al NATO și face parte dintr-o organizație NATO numită  Consiliul Parteneriatului Euro-Atlantic (EAPC). Armenia s-a implicat în misiunea de pacificare din Kosovo ca parte trupelor KFOR non-NATO sub comandă greacă. Armenia a avut de asemenea 46 membri ai misiunii sale de pacificare ca parte a Forțelor de Coaliție în războiul din Irak până în octombrie 2008.

## Diviziuni administrative

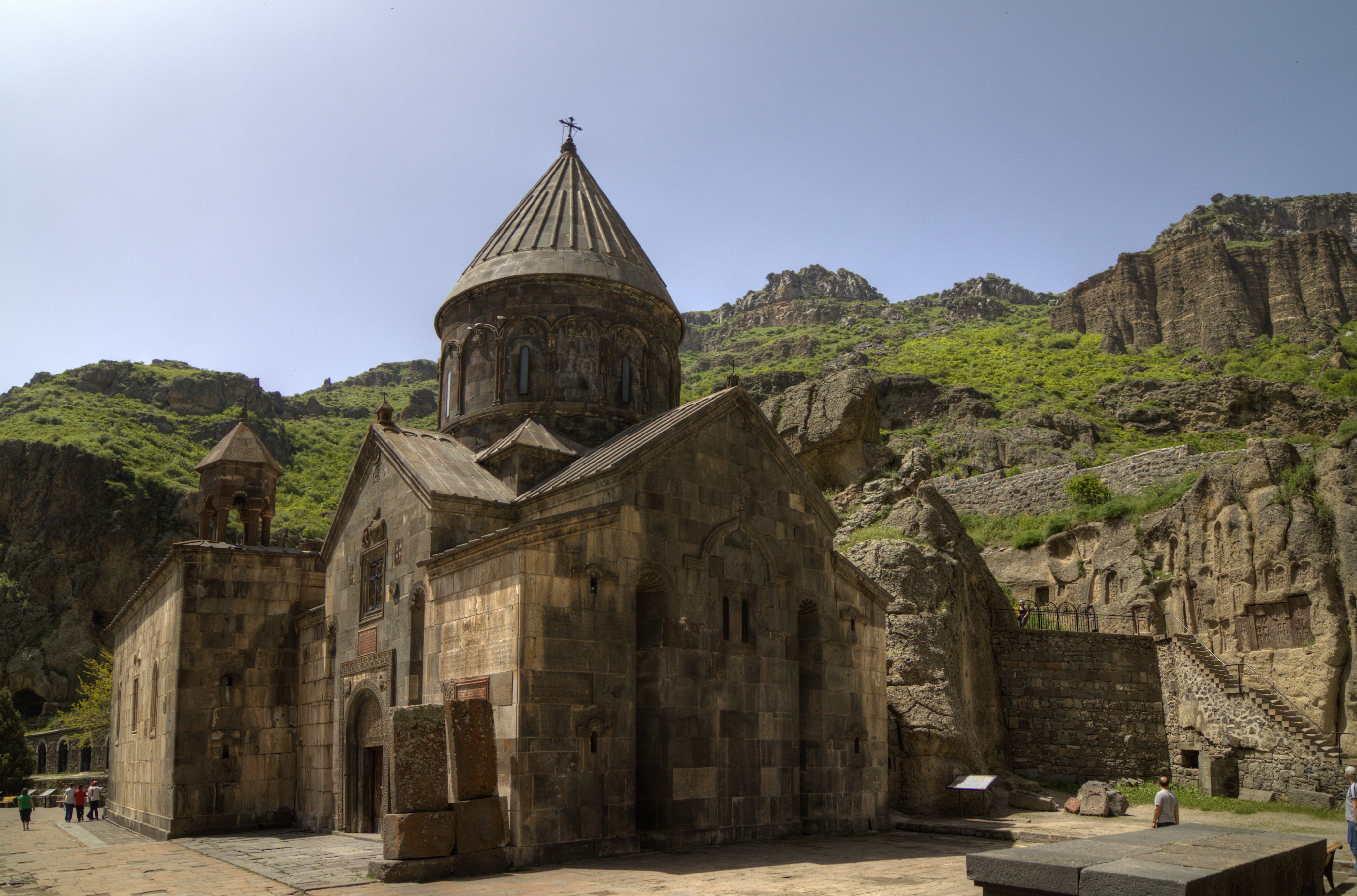
Mănăstirea Geghard, Provincia Kotayk

Armenia este divizată în zece provincii (marzer, singular marz), la care se adaugă orașul (kaghak) Erevan (Երևան), care are un statut administrativ special ca capitală a țării. Administratorul delegat în fiecare din cele zece provincii este numit marzpet (marz guvernator) și este desemnat de guvernul Armeniei. La Erevan, administratorul delegat este primarul, care este numit de președinte. 
În fiecare provincie sunt comunități⁠(d) (hamaynkner, singular hamaynk). Fiecare comunitate se autoguvernează și este alcătuită din una sau mai multe localități (bnakavayrer, singular bnakavayr). Localitățile sunt clasificate în orașe (kaghakner, singular kaghak) și sate (gyugher, singular gyugh). În 2007, Armenia avea 915 comunități, dintre care 49 sunt considerate urbane, iar 866 - rurale. Capitala, Erevan, are de asemenea statut de comunitate. În plus, Erevanul este împărțit în doisprezece districte autonome. 
| Provincie   | Provincie   | Capitală     | Capitală  | Suprafață (km²) | Populație † |
| ----------- | ----------- | ------------ | --------- | --------------- | ----------- |
| Aragatsotn  | Արագածոտն   | Ashtarak     | Աշտարակ   | 2,756           | 132,925     |
| Ararat      | Արարատ      | Artașat      | Արտաշատ   | 2,090           | 260,367     |
| Armavir     | Արմավիր     | Armavir      | Արմավիր   | 1,242           | 265,770     |
| Gegharkunik | Գեղարքունիք | Gavar        | Գավառ     | 5,349           | 235,075     |
| Kotayk      | Կոտայք      | Hrazdan      | Հրազդան   | 2,086           | 254,397     |
| Lori        | Լոռի        | Vanadzor     | Վանաձոր   | 3,799           | 235,537     |
| Shirak      | Շիրակ       | Gyumri       | Գյումրի   | 2,680           | 251,941     |
| Syunik'     | Սյունիք     | Kapan        | Կապան     | 4,506           | 141,771     |
| Tavush      | Տավուշ      | Ijevan       | Իջևան     | 2,704           | 128,609     |
| Vayots Dzor | Վայոց Ձոր   | Yeghegnadzor | Եղեգնաձոր | 2,308           | 52,324      |
| Erevan      | Երևան       | –            | –         | 223             | 1,060,138   |

† Recensământul din 2011
Surse: Suprafața și populația provinciilor.

## Geografia

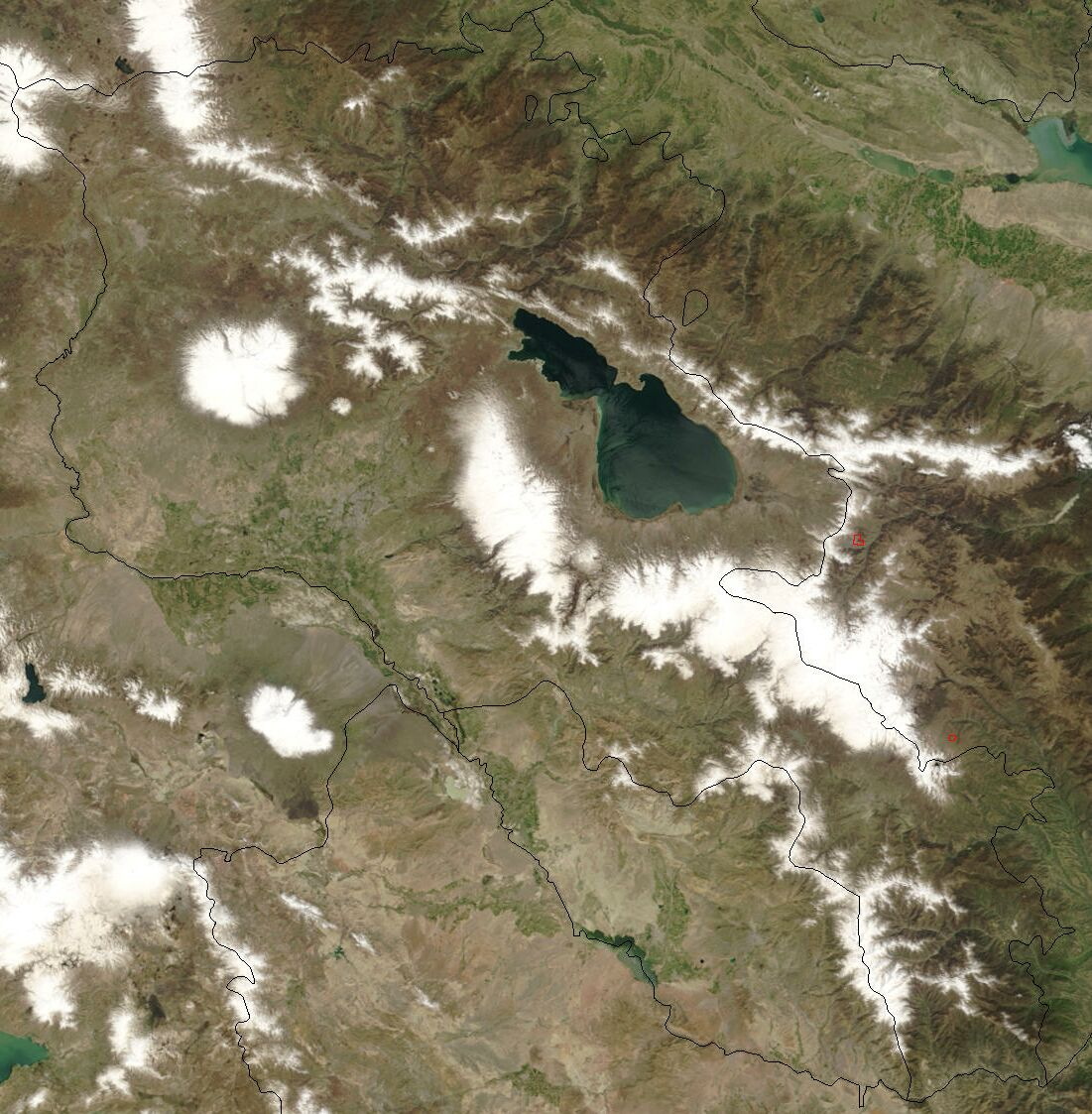
Fotografie din satelit a estului Armeniei (mai 2003) (NASA, SUA)

Podișul Armeniei reprezintă continuarea mai înaltă a Podișului Asiei Mici până aproape de Marea Caspică.
Limite:
Spre sud-est se leagă strâns cu Podișul Iranului, extins la sud de Lacul Urmia și Masivul Sahend, iar la nord, prin Caucazul Mic, domină depresiunea intramontană Rion-Kura.
Trăsături fizico-geografice: poziția de tranziție între Asia Mică și Podișul Iranului - de unde accentuarea continentalismului climatic; predominarea podișurilor înalte și a masivelor vulcanice, care alternează cu depresiuni adânci, tectono-erozive; formarea unui adevărat "castel de ape", cu rezervoare naturale permanente (lacurile tectonice Van, Sevan și Urmia), din care diverg numeroase râuri (Kura, Arax, Tigru, Eufrat, etc.)
Clima: caracter continental, cu ierni lungi și reci, veri calde. Precipitațiile cad mai ales primăvara și vara și cresc dinspre interior (300-600mm) spre versanții exteriori (1000-1200mm). Variază de la tipul subtropical la cel alpin din munți. Temperatura medie în mijlocul verii este de 25 °C. În mijlocul iernii temperatura atinge, în medie, 0 °C.
Apele: cu mari variații și debite, sunt intens folosite pentru irigații în depresiuni și pentru producerea de energie electrică, iar marile lacuri tectonice pentru navigație și pescuit. Principalul râu al Armeniei este Arax cu lungime totală de 1.070 km. Face graniță cu Turcia pe cca. 130 km. Râurile Armeniei au un important potențial hidroenergetic, în mare parte valorificat. În zona montană apar numeroase lacuri, cel mai mare fiind Lacul Sevan. Are o suprafață de 1.416 km², iar adâncimea maximă este de 98,7 m, fiind unul dintre cele mai adânci lacuri de altitudine din Asia și Europa (1.920 m).
Flora și fauna: Armenia este situată în Depresiunea Aral-Caspică. Țara are suprafețe nisipoase deșertice și podișuri joase acoperite de iarbă. Fauna este reprezentată de bizonul european, irbiși, gheparzi.
Resurse: mici depozite de aur, cupru, molibden, zinc, aluminiu.

## Economia
Are o economie în curs de dezvoltare. A devenit o țară puternic industrializată datorită dezvoltării industriei hidroenergetice din timpul perioadei sovietice și se află într-un continuu proces de dezvoltare urbană. Agricultura are încă un rol important. Căderea URSS în 1991 a dus la căderea pieței sovietice, de care Armenia era dependentă. S-a produs o orientare către sectorul agricol la scară mică, în opoziție cu marile complexe agroindustriale ale epocii sovietice. S-a trecut la privatizarea industriei. După 1995, s-a trecut la aplicarea unui program de reforme economice, bazat pe finanțare FMI, care a dus la o redresare a economiei.
Înainte de obținerea independenței, economia Armeniei era în mare parte bazată pe industrie (produse chimice, electronice, mașini, alimente prelucrate, cauciuc sintetic și textile) și foarte dependentă de resursele externe. 
Sectoare economice:
-agricultură: 23,9%
-industrie: 32,8%
-servicii: 43,3%
 Agricultura a reprezentat mai puțin de 20% atât din produsul material net, cât și din totalul ocupării forței de muncă înainte de dizolvarea Uniunii Sovietice în 1991. După independență, importanța agriculturii în economie a crescut considerabil. Această creștere a importanței agriculturii se datorează nevoilor de securitate alimentară ale populației în fața incertitudinii din primele faze ale tranziției și prăbușirea sectoarelor neagricole ale economiei la începutul anilor 1990. Pe măsură ce situația economică s-a stabilizat și ritmul de creștere a revenit, ponderea agriculturii în PIB a scăzut ușor peste 20% (datele din 2006), deși ponderea agriculturii în ocuparea forței de muncă a rămas mai mult de 40%. 
Exportul și importul este de asemenea un factor important al economiei. Cel mai mare importator al lor este Rusia, cu un procent de 15%, iar cel mai mare exportator al lor este Belgia, cu un procent de 23%. 
Alți importatori: 
- S.U.A (12%)
- Belgia (10%)
- Iran (9%) 
Alți exportatori: 
- Rusia (15%)
- S.U.A (13%)
- Iran (10%) 

## Demografia
Armenia are o populație de 2,924,816 (est. 2016) și este a treia cea mai dens populată dintre fostele republici sovietice.  Există o problemă legată de declinul populației din cauza nivelurilor  mari de emigrație din perioada post-sovietică. În ultimii ani, nivelurile de emigrare au scăzut și s-a observat o creștere a populației începând cu 2012.

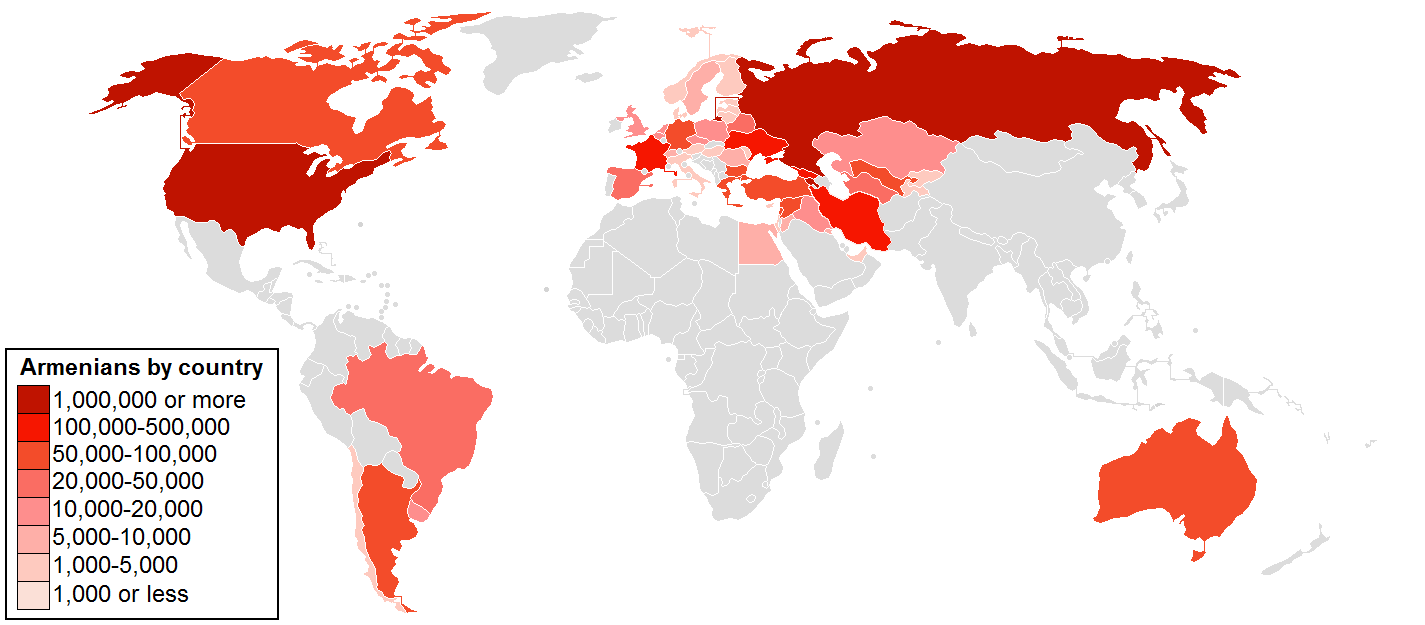
Populația armenească din toată lumea

Armenia are o diasporă externă relativ mare (8 milioane după unele estimări, depășind mult populația de 3 milioane a Armeniei însăși), având comunități de-a lungul globului. Cele mai mari comunități din afara Armeniei pot fi găsite în Rusia, Franța, Iran, Statele Unite, Georgia, Siria, Liban, Argentina, Australia, Canada, Grecia, Cipru, Israel, Polonia, Ucraina și Brazilia. Între 40,000 și 70,000 de armeni locuiesc încă în Turcia (mai ales în și în jurul Istanbulului).
Aproximativ 1,000 de armeni locuiesc în Cartierul Armenesc din vechiul oraș din Ierusalim, fiind o rămășită a unei comunități cândva mai mari. Italia este casa San Lazzaro degli Armeni, insulă aflată în Laguna Venețiană, care este complet ocupată de o mănăstire condusă de Mechitariști, o congregație armeană catolică.
Aproximativ 139,000 de armeni locuiau în autonomia Republica Karabahul de Munte din Azerbaidjan, unde formau majoritatea. Începând cu anul 2023, aceștia au migrat în masă și integral în Armenia.

### Grupuri etnice
Teritoriul așezărilor armenești azi.

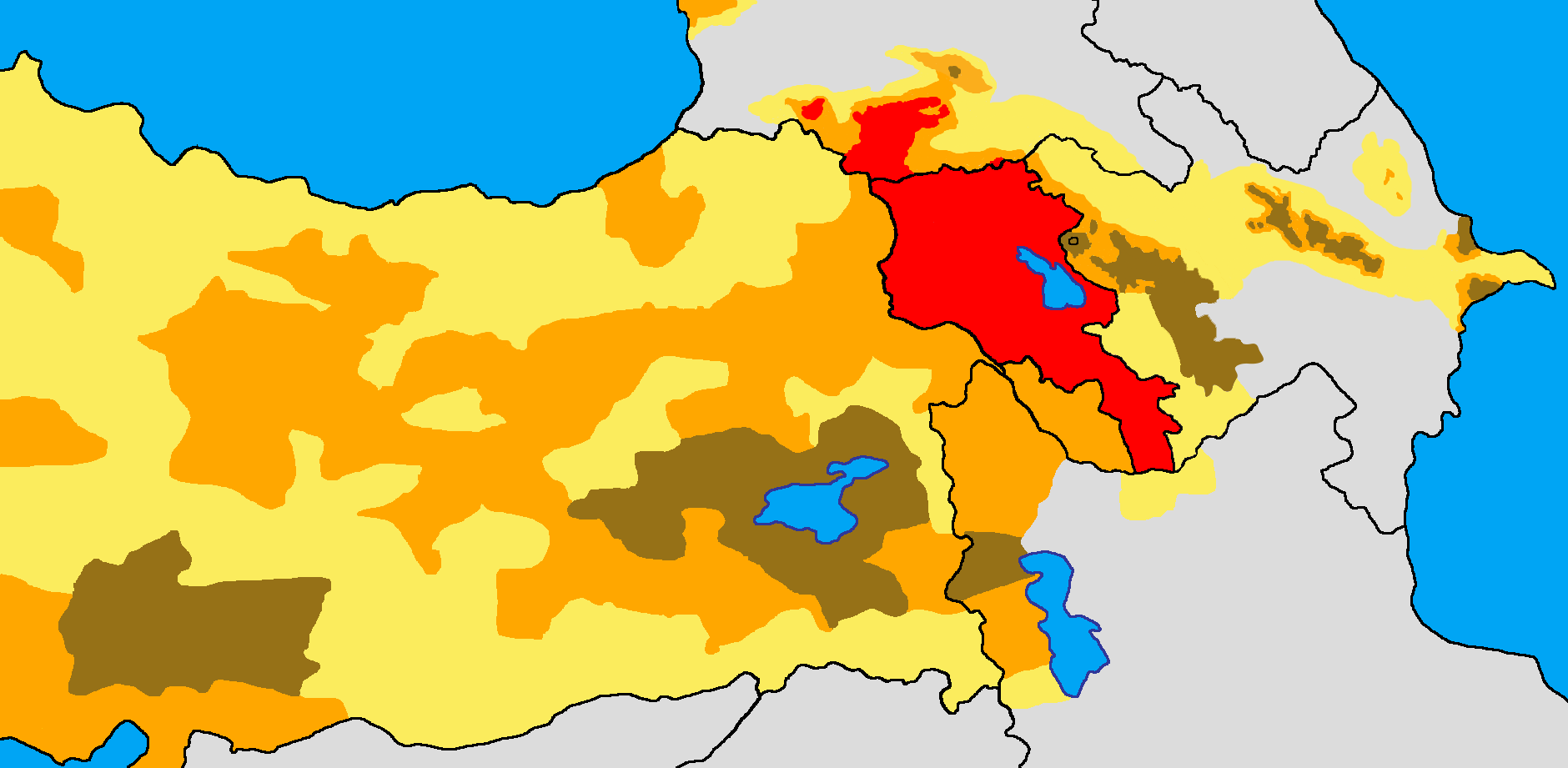
Distribuția istorică și contemporană a armenilor.
Teritoriul așezărilor armenești la începutul secolului 20:
>50%
25–50%
<25%
Teritoriul așezărilor armenești azi.

Etnicii armeni constituie 98.1% din populație. Yazidiții constituie 1.2%, iar rușii 0.4%. Alte minorități sunt asirienii, ucrainenii, grecii (numiți de obicei greci caucazieni), kurzii, georgienii, bielorușii și evreii. Există de asemenea comunități mai mici ca mordvinii, osetinii⁠(d), udii⁠(d), tatii⁠(d). Minorități de poloni și germani caucazieni⁠(d) există de asemenea, dar au fost rusificate pe scară largă. În 2016, era o populație de 35,000 de yazidiți în Armenia.
În timpul epoci sovietice, azerii au fost istoric al doilea cel mai mare grup de populație din țară (constituind în jur de 2.5% în 1989). În orice caz, din cauza conflictului legat de Karabahul de Munte, aproape toți au emigrat din Armenia în Azerbaidjan. În schimb, Armenia a primit un mare aflux de refugiați armeni din Azerbaidjan, Armenia primind așadar un caracter mai omogen.
Potrivit unei cercetări Gallup ce a avut loc în 2017, Armenia are una dintre cele mai mari rate de acceptare (primire) a migranților din Europa de Est.

### Limbi
Armeana este singura limbă oficială. Principalele limbi străine cunoscute de armeni sunt rusa și engleza. Din cauza trecutului sovietice, cea mai mare parte a populației bătrâne cunoaște rusa destul de bine. Potrivit unui studiu din 2013, 95% din armeni au afirmat că cunosc rusa într-o anumită măsură (24% la nivel avansat, 59% la nivel mediu), în comparație cu 40% care au spus că cunosc engleza în anumită măsură (4% la nivel avansat, 16% la nivel intermediar și 20% la nivel de începător). În orice caz, mai mulți adulți (50%) cred că engleza trebuie predată în școlile gimnaziale publice decât cei care preferă rusa (44%).

### Religie

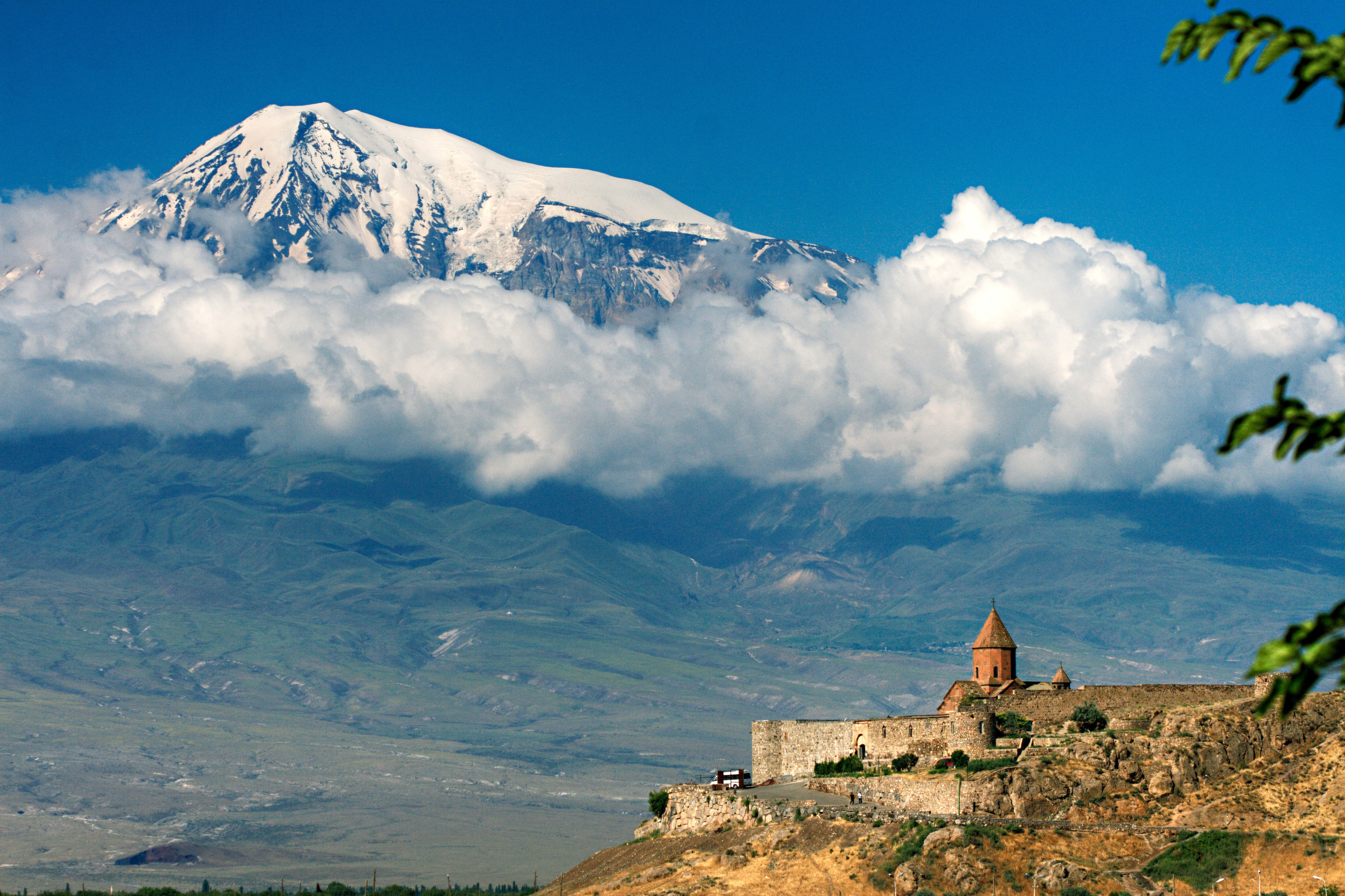
Mănăstirea de secol 7 în umbra Muntelui Ararat, pe vârful căruia se spune că arca lui Noe s-a oprit în timpul potopului biblic.

Armenia este prima națiune care a adoptat creștinismul ca religie de stat, eveniment ce este datat în mod tradițional în anul 301.
Religia dominantă în Armenia este creștinismul. Rădăcinile Bisericii Armene încep în secolul 1. Potrivit tradiției, Biserica Armeană a fost fondată de doi din cei doisprezece apostoli - Iuda și Bartolomeu – care au predicat creștinismul în Armenia între anii 40–60. Datorită acestor doi apostoli fondatori, numele oficial al Bisericii Armene este Biserica Apostolică Armeană.
Peste 93% din creștinii armeni aparțin Bisericii Apostolice Armene, o formă de ortodoxie necalcedoniană. Biserica Apostolică Armeană este în comuniune doar cu un grup de biserici necalcedoniene.

## Transport
În Armenia există toate tipurile de transport public, cu excepția tramvaielor. 

### Trenurile
Trenurile din Armenia acoperă cea mai mare parte a țării și leagă Yerevan, capitala, de principalele destinații ale țării. În interiorul țării diverse trenuri electrice, precum și trenuri de navetă sunt disponibile pentru transport. Cu toate acestea, trenurile internaționale fac legătura între Armenia și Georgia.
În Erevan există un metrou care are o singură linie și 10 stații. Este foarte convenabil, rapid și ieftin. Acesta circulă de la ora 7:00 până la 23:00. 

### Transportul în comun și taxiurile
Mini-autobuzele merg în toate părțile orașului din diferite stații de mini-autobuze, iar autobuzele merg în unele părți ale orașului, plecând din aceleași stații ca mini-autobuzele.
Taxiurile sunt ieftine și sunt disponibile 24 de ore. Există multe taxiuri oficiale înregistrate și neînregistrate, care te pot lua din fiecare parte a orașului sau a unei țări.  

### Transport aerian
În Armenia există 11 aeroporturi, 10 dintre ele fiind pavate. Cel mai cunoscut este Aeroportul Internațional Zvartnots. Având peste 30 de linii aeriene, destinațiile la care poți ajunge prin intermediul Aeroportului Zvartnos sunt sute. 

## Cultură

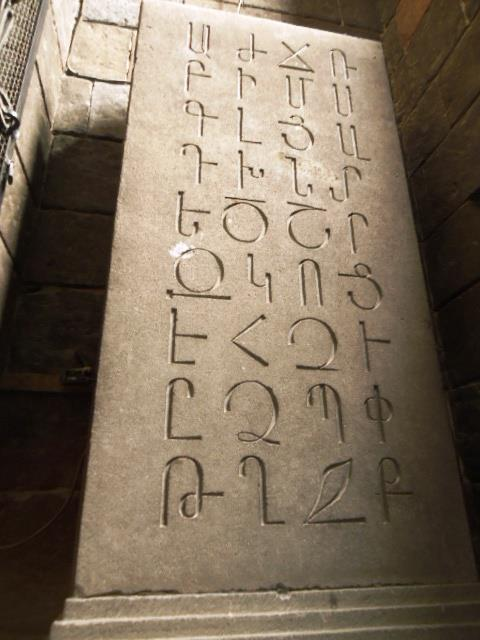
Alfabetul armenesc

Armenii au propriu lor alfabet și propria limbă. Alfabetul a fost inventat în 405 de Mesrob Maștoț și constă din treizecișinouă de litere, trei dintre care au fost adăugate în timpul perioadei ciliciene. 96% din populația țării vorbește armeana, în timp ce 75.8% vorbesc de asemenea rusa, deși engleza devine din ce în ce mai populară. 

### Muzica și dansul
Muzica armenească este un amestec dintre muzica populară băștinașă, poate cel mai bine reprezentată și binecunoscuta muzică duduk⁠(d) a lui Djivan Gasparian⁠(d), pop ușor și muzică creștină cuprinzătoare.
Instrumente precum dudukul, dholul⁠(d), zurna⁠(d) și kanunul⁠(d) sunt utilizate în mod obișnuit în muzica populară armeană. Artiști precum Sayat Nova sunt renumiți pentru influența lor asupra dezvoltării muzicii populare armenești. Unul dintre cele mai vechi tipuri de muzică armenească este cântul armean, care este cel mai obișnuit tip de muzică religioasă în Armenia. Multe dintre aceste cânturi au origini foarte vechi, întinzându-se până în epoca precreștină, în timp ce altele sunt mai noi, inclusiv cele compuse Sfântul Mesrop Maștoț, inventatorul alfabetului armenesc. De asemenea, sub conducere sovietică, compozitorul armean de muzică clasică Aram Haciaturian a ajuns renumit pe plan internațional pentru muzica sa, pentru variatele balete și pentru dansul paloș⁠(d) din compoziția pentru baletul Gayane⁠(d).

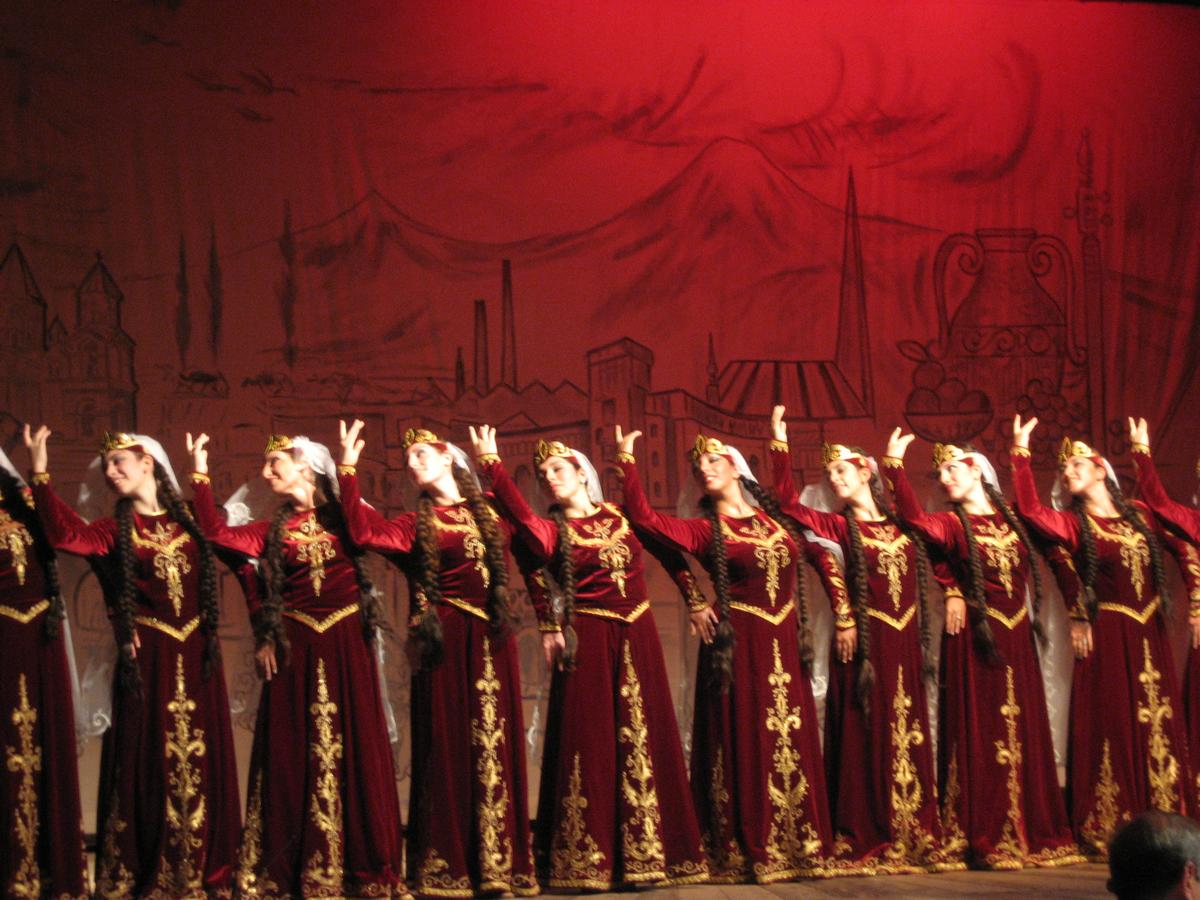

Genocidul Armean a cauzat o emigrație pe scară largă care a condus la stabilirea armenilor în diferite țări din lume. Armenii și-au păstrat tradițiile și anumiți oameni din diasporă au devenit faimoși odată cu muzica lor. În comunitatea armeană post-genocid din Statele Unite, așa-numit stil „kef” de muzică dance armenească, unde se utilizau instrumente populare armenești și de Orient Mijlociu (adesea electrificate/amplificate) și anumite instrumente occidentale, era popular. Acest stil a conservat cântecele și dansurile populare din Armenia Occidentală⁠(d) și mulți artiști de asemenea au jucat cântecele populare contemporane originare din Turcia și alte țări din Orientul Mijlociu de unde au emigrat armenii.
Richard Hagopian este poate cel mai renumit artist al stilului „kef” tradițional, iar banda Vosbikian Band s-a remarcat în anii 1940 și 1950 pentru dezvoltarea propriului stil de „muzică kef”, care a fost influențat mult de jazzul popular american de tip big band din acel timp. Mai târziu, avându-și originea în diaspora armenească din Orientul Mijlociu și influențată de muzica pop continentală europeană (în special franceză), genul armenesc de muzică pop a devenit faimos în anii 1960 și 1970, cu artiști precum Adiss Harmandian⁠(d) și Harout Pamboukjian⁠(d), care au cântat pentru diaspora armenească și Armenia, precum și cu artiști ca Sirusho, care cântă muzică pop combinată cu muzica populară armenească în industria divertismentului de azi.
Alți membri ai diasporei armenești care au devenit faimoși în cercurile muzicale clasice și internaționale sunt renumitul armean francez cântăreț și compozitor Charles Aznavour, pianistul Sahan Arzruni⁠(d), proeminenți în soprano de operă precum Hasmik Papian și mai recent Isabel Bairakdarian⁠(d) și Ana Kasian⁠(d). Unii armeni din diasporă au început să folosească melodii non-armenești, dar unii dintre aceștia au continuat să folosească instrumente tradiționale armenești. În diaspora armenească, cântecele revoluționare armenești sunt populate în rândul tineretului. Aceste cântece încurajează patriotismul armean și sunt în general despre istoria armenilor și eroii naționali.

### Turism
Armenilor nu le lipsesc turiștii, având o mulțime de atracții demne de a fi vizitate. 

#### Erevan
Una dintre acestea este Erevan, capitala țării. Erevan este un oraș istoric, iar vizitarea Memorialului Armenian de Genocid este o necesitate pentru a afla mai multe despre trecutul tulburat al națiunii. Acesta mai este cunoscut ca ”Orașul Cafenelelor”. De asemenea, Erevan găzduiește Moscheea Albastră, care este singura moschee din întreaga țară, precum și ”Levon’s Amazing Underground World”, una dintre cele mai neobișnuite atracții. 

#### Lacul Sevan
O altă atracție este Lacul Sevan, cel mai mare lac din Armenia. Lacul este înconjurat de unele mănăstiri uimitoare, oferind un fundal pitoresc perfect pentru o excursie relaxantă. Windsurfingul se numără printre activitățile de recreere disponibile la lac. Lacul Sevan are o serie de plaje populare și, în măsura în care țara nu are linii de coastă, acesta este cel mai bun loc în Armenia pentru a face plajă, cu Golful Sevan și munții din jur care oferă un peisaj spectaculos. 

#### Muntele Aragaț
Muntele Aragaț este una dintre cele mai uimitoare atracții naturale din Armenia, cu vulcanul inactiv, situat în nordul țării. Este cel mai înalt vârf al Armeniei și are la baza acestuia o grămadă de stânci cu picturi murale, evidențiind figuri de animale și figuri asemănătoare omului, care datează de sute de ani. Zăpada acoperă vârful aproape pe tot parcursul anului, dar Muntele Aragaț poate fi urcat în lunile iulie, august și septembrie. 
Cel mai sudic vârf dintre cele patru vârfuri este cel mai ușor de urcat, în timp ce vârful nordic, la aproximativ 4000 de metri, este cel mai provocator.

#### Mănăstirea Astvatsatsin
Mănăstirile sunt una dintre caracteristicile definitorii ale Armeniei, iar exemplul de la Noravank este unul dintre cele mai frumoase din întreaga țară. Stânci de cărămidă roșie protejează mănăstirea, construită în secolul al XIII-lea. Noravank este renumit pentru biserica sa Astvatsatsin (Sfânta Maica Domnului). 
Povestea spune că mănăstirea a fost salvată de Însuși Dumnezeu când Armenia a fost cucerită de mongoli cu sute de ani în urmă. Noravank este o selecție extrem de bună pentru oamenii care doresc să viziteze o mănăstire în Armenia, fiind vizitată anual de mii de oameni. 

#### Cetatea Dvin
Dvin, unul dintre cele mai vechi orașe ale țării, fosta capitală a Armeniei în vremurile medievale. 
O cetate din secolul al VI-lea î.e.n era, de asemenea, odată situată în Dvin, potrivit UNESCO, în timp ce artefactele incredibile se găsesc în mod regulat în această parte a Armeniei. Mai multe atracții moderne sunt și în oraș, cum ar fi Biserica Sf. Harutyun din Dvin, construită în anul 2000. 
Dvin a găzduit odată Catedrala Sf. Grigor, dar tot ce rămâne din clădirea de astăzi este fundația de piatră care a fost descoperită de arheologi.

### Patrimoniul mondial UNESCO
Pe lista patrimoniului mondial UNESCO sunt incluse următoarele obiective din Armenia (în stânga: anul preluării bunului / locului pe Lista UNESCO):
- 1996, 2000 Mănăstirile Haghpat și Sanahin
- 2000 Catedrala și bisericile din Etchmiadsin și situl arheologic din Zvartnots
- 2000 Mănăstirea din Geghard / Gherart

## Mass-media
Televiziunea, revistele și ziarele sunt toate deținute de corporații de stat și corporații pentru profit care depind de publicitate, abonament și alte venituri legate de vânzări. Constituția Armeniei garantează libertatea de expresie, iar Armenia se află pe locul 78 potrivit Indicelui libertății presei pe 2015, compilat de Reporteri fără frontiere, aflându-se între Lesotho și Sierra Leone.
Fiind țară în tranziție, sistemul mass-media al Armeniei se află în proces de transformare.
Atacurile frecvente asupra jurnaliștilor mass-mediei ce nu este sponsorizată de stat constituie o amenințare serioasă asupra libertății presei în Armenia. Numărul atacurilor a scăzut în ultimul timp, dar integritatea fizică a jurnaliștilor rămâne în joc.

## Sport

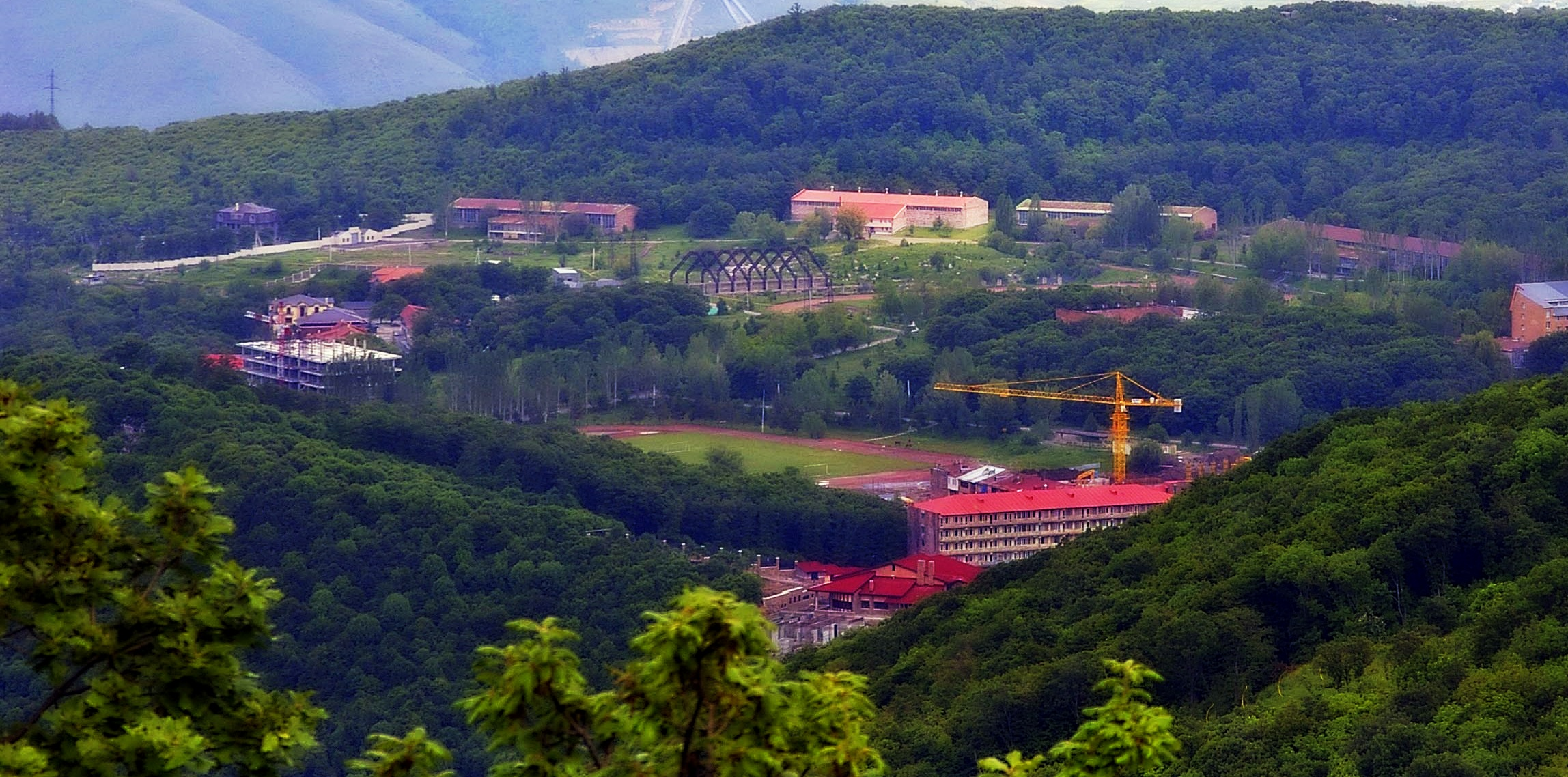
Complexul sportiv olimpic Tsaghkadzor

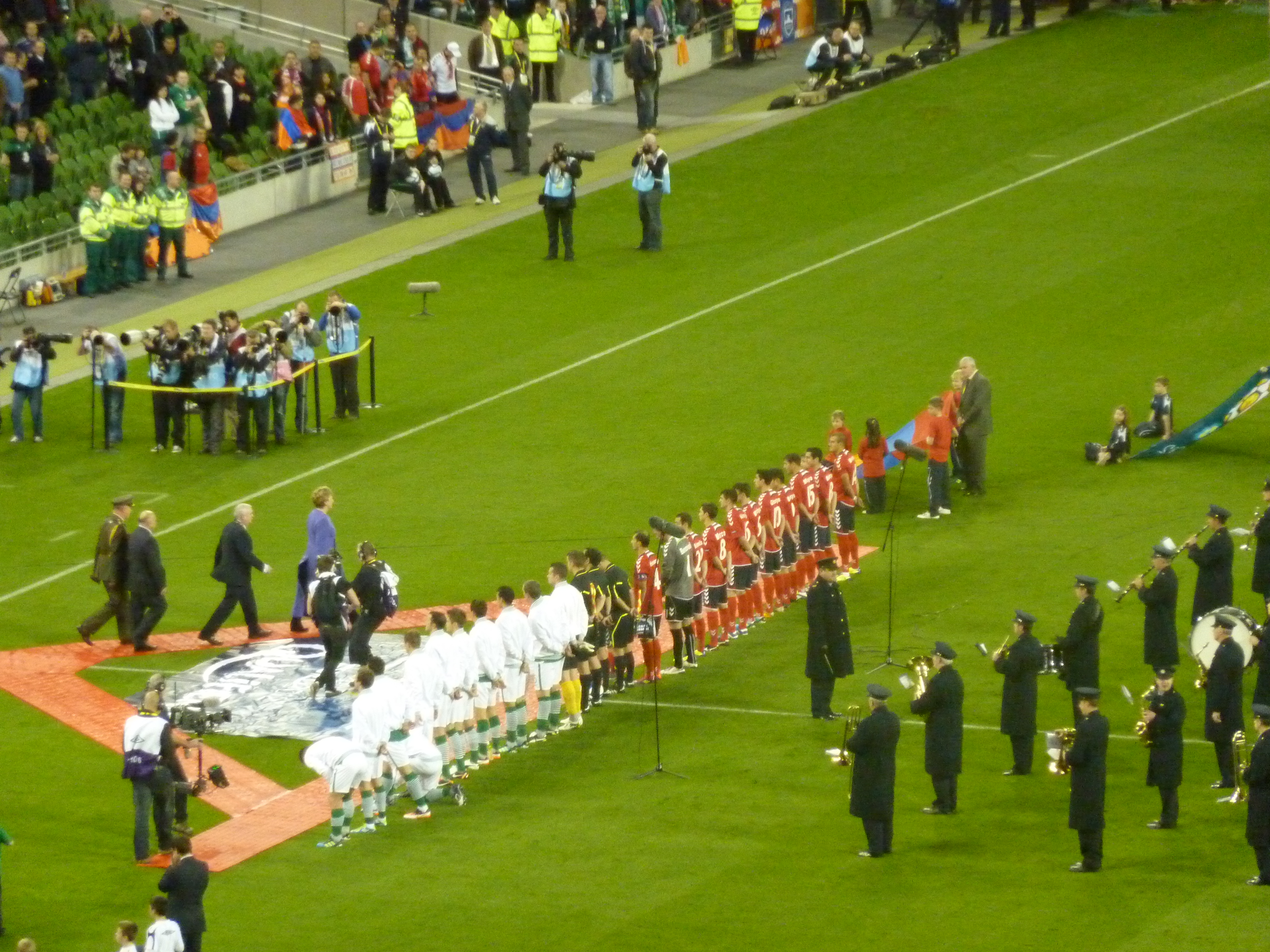
Echipa națională de fotbal a Armeniei la Dublin, Irlanda

O gamă largă de sporturi sunt jucate în Armenia, cele mai populare fiind luptele, ridicarea de greutăți, judo, fotbalul, șahul și boxul. Terenul muntos al Armeniei acordă mari oportunități pentru practicarea unor sporturi ca skiul sau alpinismul. Fiind țară fără ieșire la mare, sporturile pe apă pot fi practicate doar pe apă, cel mai notabil în acest sens fiind Lacul Sevan. În ce privește competiția, Armenia are succes pe plan internațional în șah, ridicare de greutăți și lupte. Armenia este de asemenea membru activ al comunității internaționale de sport, fiind membru deplin al Uniunii Asociațiilor Fotbalistice Europene (UEFA) și al Federației Internaționale de Hochei pe Gheață (IIHF). De asemenea, găzduiește Jocurile Pan-Armene⁠(d).

## Organizații internaționale
— UN (Organizația Națiunilor Unite)
— UNICEF (Fondul Națiunilor Unite pentru Copii)
— IOM ( Organizația Internațională pentru Migrație)
— WHO (Organizația Mondială a Sănătății)
— ILO (Organizația Internațională a Muncii)
— IMF (Fondul Monetar Internațional)
— WB (Grupul Băncii Mondiale)
— ICAO (Organizația Aviației Civile Internaționale)  
— ITU (Organizația Internațională a Telecomunicațiilor)
— UPU  (Uniunea Poștală Universală)
— IFAD (Fondul Internațional pentru Dezvoltarea Agricola)
— UNIDO (Organizația Națiunilor Unite pentru Dezvoltare Industrială)
— IAEA (Agenția Internațională a Energiei Atomice)   
— WIPO (Organizația Internațională a Proprietății Intelectuale) 
*prescurtările organizațiilor sunt luate după denumirea din limba engleză